# Verretto
Verretto is een gemeente in de Italiaanse provincie Pavia (regio Lombardije) en telt 328 inwoners (31-12-2004). De oppervlakte bedraagt 2,7 km², de bevolkingsdichtheid is 162 inwoners per km².

## Demografie
Verretto telt ongeveer 134 huishoudens. Het aantal inwoners steeg in de periode 1991-2001 met 3,2% volgens cijfers uit de tienjaarlijkse volkstellingen van ISTAT.
| Jaar | Inwoneraantal |
| ---- | ------------- |
| 1991 | 314           |
| 2001 | 324           |

## Geografie
Verretto grenst aan de volgende gemeenten: Casatisma, Casteggio, Castelletto di Branduzzo, Lungavilla, Montebello della Battaglia.